# Bildstock (Glosberg, Friedhof)

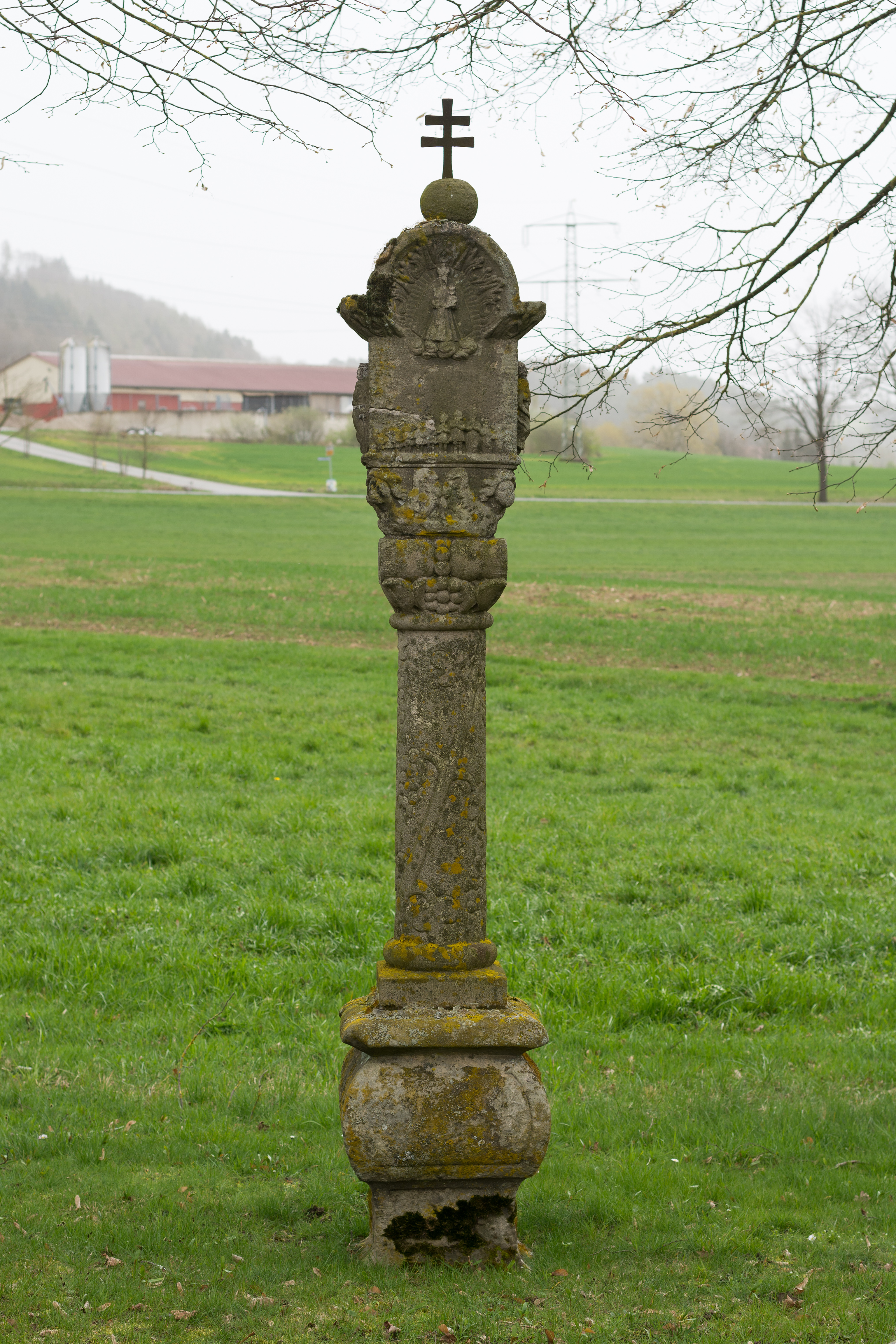
Bildstock am Parkplatz vor dem Glosberger Friedhof

Der Bildstock am Parkplatz vor dem Friedhof in Glosberg, einem Gemeindeteil der oberfränkischen Stadt Kronach, ist ein unter Denkmalschutz stehendes Kleindenkmal, das 1733 errichtet wurde. Das Flurdenkmal wurde von der Glosberger Familie Elmer gestiftet, die den Kirchenbüchern des Ortes zufolge an hoher Kindersterblichkeit litt. Mit der Stiftung des Bildstocks endete diese offenbar.
Der geschwungene Sockel des aus Sandstein gefertigten Bildstocks trägt die Inschrift „HANNS ELMER ANNO 1733“ und darunter die Jahreszahl „1968“. Auf dem Sockel steht ein mit Weinranken und Trauben verzierter Säulenschaft mit ionischem Kapitell. Die Säule trägt den von einem eingezogenen Rundbogen geschlossenen Aufsatz, der von einer Steinkugel und einem eisernen Doppelbalkenkreuz bekrönt wird. Das Relief an der Stirnseite zeigt die Glosberger Muttergottes – eine Marienstatue im Ort soll im Jahr 1727 mehrmals blutige Tränen geweint haben, weshalb dieses Motiv auf zahlreichen Bildstöcken im Frankenwald zu finden ist – und darunter die zwölfköpfige Stifterfamilie. Sie bestand zum Zeitpunkt der Stiftung aus den beiden Eltern, drei Mädchen und sieben Knaben. Mehrere der Kinder waren jedoch bereits verstorben, was anhand kleiner Kreuze erkennbar ist, die über den Köpfen der Figuren eingemeißelt wurden. Die Rückseite des Aufsatzes zeigt einer Darstellung der Krönung Mariens, an den beiden Schmalseiten sind der Evangelist Johannes und die heilige Barbara zu sehen.
Bei dem Säulenschaft handelt es sich um eine Nachbildung. Der Bildstock war bei einem Sturz vor 1973 stark beschädigt und der Aufsatz in der Folge direkt auf dem Sockel befestigt worden; die Jahreszahl „1968“ am Sockel bezieht sich vermutlich auf diese Maßnahme. Die etwa 1 m hohe, ebenfalls stark beschädigte Säule konnte in einer Schutthalde in der näheren Umgebung aufgefunden werden, was eine originalgetreue Reproduktion ermöglichte. Der restaurierte Bildstock wurde im Juni 1979 neu aufgestellt.